# Carnoedo
Carnoedo (llamada oficialmente Santo André de Carnoedo) es una parroquia española del municipio de Sada, en la provincia de La Coruña, Galicia. 

## Otro nombre
La parroquia también se denomina San Andrés de Carnoedo.

## Toponimia
Este topónimo tiene un probable origen celta y puede que hiciera alusión a un "conjunto de piedras".

## Entidades de población
Entidades de población que forman parte de la parroquia:
- Agra
- Campo da Cruz
- Campo das Mantas
- Carballo (O Carballo)
- Chan da Aldea (O Chan da Aldea)
- Espiñeiro
- Fonte Grande
- Lamela (A Lamela)
- Pedreira (A Pedreira)
- Pereira (A Pereira)
- Seijo (Seixo)
- Souto
- Taibó
- As Brañas
- A Carreira
- A Fonte Nova
- Fonterrota
- O Foxo
- Gaiba
- A Pega
- Os Pereiros
- Ríos
- Salto
- Sobre da Vila
- As Torres
- A Xesteira

## Demografía
| Gráfica de evolución demográfica de Carnoedo entre 2000 y 2019 |
|                                                                |
| Datos según el nomenclátor publicado por el INE.               |

En 2021 la población ascendió a 1065 personas (547 hombres y 518 mujeres).